# Glagolov
Glagolov je priimek več oseb:
- Vasilij Vasiljevič Glagolov, sovjetski general
- Aleksander Aleksandrovič Glagolov, ruski znanstvenik